# Vocalese
Vocalese — восьмой студийный альбом американской джазовой вокальной группы The Manhattan Transfer, вышедший в 1985 году на лейбле Atlantic. Продюсерами были Тим Хаузер и Мартин Фишер. Диск получил рекордные 12 номинаций на премию Грэмми (что является вторым после диска Thriller певца Майкла Джексона рекордом для одного альбома) и получил 3 награды.
Альбом получил положительные отзывы музыкальных критиков. 25 февраля 1986 года альбом был номинирован на 12 музыкальных наград Грэмми и победил в трёх из них, включая в категории Лучший джазовый вокал в составе дуэта или группы, Лучшая вокальная аранжировка для двух и более голосов (которую получил Бобби Макферрин за создание для The Manhattan Transfer версии «Another Night In Tunisia», вошедшей в их альбом) и Лучшее мужское джазовое вокальное исполнение.

## Список композиций
1. «That’s Killer Joe» (Бенни Голсон, Джон Хендрикс[англ.]) — 5:02
2. «Rambo» (Джей Джей Джонсон[англ.], Джон Хендрикс) — 3:19
3. «Airegin» (Сонни Роллинз) — 3:19
4. «To You» (Тед Джонс) — 3:53
5. «Meet Benny Bailey» (Куинси Джонс, Джон Хендрикс) — 3:29
6. «Another Night in Tunisia» (Диззи Гиллеспи, Джон Хендрикс, Фрэнк Папарелли[англ.]) — 4:12
7. «Ray’s Rockhouse» (Рэй Чарльз, Джон Хендрикс) — 5:06
8. «Blee Blop Blues» (Каунт Бэйси) — 3:01
9. «Oh Yes, I Remember Clifford» (Бенни Голсон, Джон Хендрикс) — 3:45
10. «Sing Joy Spring» (Клиффорд Браун, Джон Хендрикс) — 7:07
11. «Move» (Дензил Бест[англ.], Джон Хендрикс) — 2:49

## Позиции в чартах
| Чарт (1985)       | Высшая позиция |
| ----------------- | -------------- |
| США Billboard 200 | 74             |
| США Jazz Albums   | 2              |